# Kutonen
Kutonen (eller: VI divisioona) er den syvendebedste række i finsk fodbold, bestående af 265 klubber fordelt i 27 puljer efter klubbernes geografiske placeringer. 